# أبحاث متعلقة بعسر القراءة
عسر القراءة هو المعاناة من مشكلات تتعلق بالتدوين المرئي الثقافي للكلام. ويختلف شكل التدوين حسب نظام الكتابة الذي تعتمده وتطوره كل ثقافة. ومعظم الأبحاث المتعلقة بعسر القراءة، والتي تم إجراؤها في وقت مبكر، كانت تعتمد على الثقافات التي تبنت أنظمة الكتابة بالأبجدية اللاتينية.

## عسر القراءة وقواعد إملاء اللغة
تعود أصول قواعد الإملاء للغة إلى أنظمة الكتابة التي تم تطويرها أو تبنيها من خلال كل ثقافة، وهي تختلف باختلاف دول العالم. كما توجد كذلك اختلافات في قواعد الإملاء في كل نظام من أنظمة الكتابة الرئيسية

## تاريخ عسر القراءة النمائي
تم تعريف عسر القراءة في البداية على يد أوزوالد بيركان في عام 1881،  وقد تمت صياغة المصطلح «عسر القراءة» في عام 1887 على يد رودولف برلين،
وهو طبيب عيون يمارس عمله في شتوتغارت، ألمانيا.
لقد ارتبط تاريخ عسر القراءة بتاريخ أبحاث عسر القراءة.

### نظريات عسر القراءة النمائي
يجب ألا يتم النظر إلى النظريات على أنها عناصر متنافسة، بل يجب أن يتم النظر إليها على أنها نظريات تحاول شرح السبب الرئيسي لمجموعة مشابهة من الأعراض من مجموعة من المنظورات والخلفيات المتعلقة بالأبحاث.

### أبحاث عسر القراءة البيولوجية
لقد بدأت الأبحاث الطبية المتعلقة بعسر القراءة مع اختبار ما بعد تشريح الأدمغة للأشخاص الذين كانوا يعانون من عسر القراءة، مما أدى إلى ظهور: الفئة: الأبحاث الجينية المعاصرة المتعلقة بعسر القراءة.
وقد أدى التطور المتوازي لـنظريات عسر القراءة و: الفئة: تقنية مسح الدماغ إلى ظهور الاهتمام الحالي بإجراء الأبحاث حول أسباب عسر القراءة المعرفية العصبية.

## نظرية المخيخ

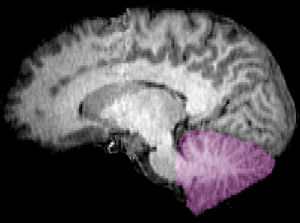
المخيخ (باللون البنفسسجي) يلعب دورا في اكتساب مهارات القراءة

تؤكد نظرية المخيخ في عُسر القراءة أن سبب عُسر القراءة هو خلل في المخيخ، والذي بدوره يسبب اضطرابًا في النمو الطبيعي، مما يسبب مشاكل في التحكم في الحركة والتوازن والذاكرة العاملة والانتباه وفي النهاية القراءة. اقترح هارولد ليفنسون وجان فرانك هذه النظرية في البداية عام 1973 ثم طورها ليفنسون وباحثون آخرون. اقترحت أنجيلا فوسيت ورود نيكلسون لاحقًا أن المخيخ يساهم في التحكم في الحركة أثناء نطق الكلام، وأن مشاكل النطق يمكن أن تساهم في عجز المعالجة الصوتية الذي يمكن أن يسبب عُسر القراءة. كما استنتجوا أن المخيخ يساهم في اكتساب السلوكيات المكتسبة، والتي قد تشمل تعلم علاقات الحروف والأصوات عند قراءة النص.

## النظرية البصرية

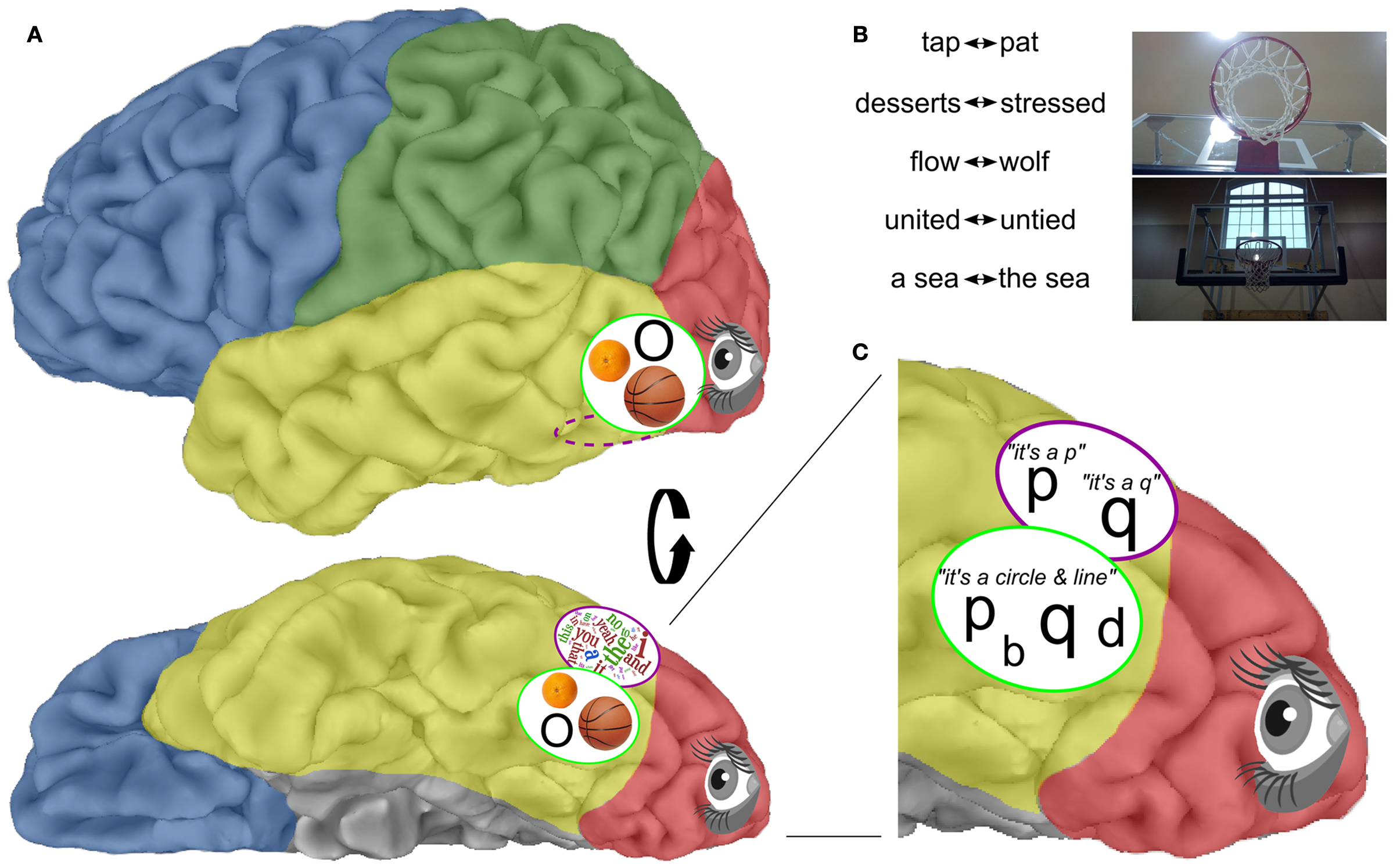
دور المنطقة البصرية في تشكل الكلمة المرئية

تمثل النظرية البصرية منظورًا أساسيا لعسر القراءة، باعتباره نتيجة لضعف معالجة المعلومات من الحروف والكلمات من نص مكتوب. اضطراب عسر القراءة ليس ناتجا عن نقص التحكم في حركة العين، أوعن اضطراب في الإنتاج الصوتي ولكن يظهر أن هذا اضطراب  ناتج عن خلل في المعالجة البصرية.

## نظرية الخلايا الكبيرة

يمكن فصل الاتصالات من الشبكية إلى المخ إلى "مسار صغير الخلايا" و"مسار كبير الخلايا". ييكتشف المسار الكبير الخلايا المنبهات سريعة الحركة.

تحاول نظرية الخلايا الكبيرة توحيد نظرية المخيخ، ونظرية الصوتيات، ونظرية المعالجة السمعية السريعة، ونظرية البصرية. تقترح نظرية الخلايا الكبيرة أن الخلل الوظيفي في الخلايا الكبيرة لا يقتصر فقط على المسارات البصرية، بل يشمل أيضًا الوسائط السمعية واللمسية 

## نقاط جدلية
في الآونة الأخيرة، حدث الكثير من الجدل حول تصنيف عسر القراءة. وعلى وجه الخصوص، يقول إليوت وجيبس «إن محاولات التمييز بين فئات» عسر القراءة«و» صعوبة القراءة«أو» الإعاقة من ناحية القراءة«لا يوجد ما يدعمها من الناحية العلمية، كما أنها اعتباطية وبالتالي ربما تكون تمييزية».
مع الاعتراف بأن الإعاقة من ناحية القراءة هي عبارة عن فضول علمي صالح، وأن «البحث عن تفاهم أكبر لطبيعة العلاقة بين الرموز المرئية واللغة المكتوبة أمر ضروري»، وأنه في حين كانت توجد «احتمالية أمام علم الجينات وعلم الأعصاب لتوجيه التقييم والممارسات التعليمية في مرحلة من المراحل في المستقبل»، فإنهما يستنتجان أنه «يوجد اعتقاد خاطئ بأن المعرفة الحالية في هذه الحقول كافية لتبرير فئة عسر القراءة كمجموعة فرعية من أولئك الذين يعانون من صعوبات في القراءة».
إن أسطورة عسر القراءة (The Dyslexia Myth) عبارة عن فيلم وثائقي ظهر كجزء من سلسلة البعثات (Dispatches)، الذي تم إنتاجه بواسطة القناة الرابعة في الإذاعة البريطانية. وهذه السلسلة، التي بدأ بثها في سبتمبر من عام 2005، تدعي أنها تكشف الأساطير والمفاهيم الخاطئة التي تحيط بعسر القراءة. وهي تقول إن الفهم الشائع لعسر القراءة ليس فقط خاطئًا، ولكنه يجعل من الصعب بشكل أكبر توفير المساعدة المتعلقة بالقراءة التي يحتاج إليها مئات الآلاف من الأطفال. ومن خلال الاعتماد على سنوات من الأبحاث الأكاديمية المكثفة على كلا جانبي الأطلنطي، فقد عارضت هذه السلسلة وجود عسر القراءة كمرض منفصل، وألقت الضوء على الأشكال المختلفة المتعددة لأنماط القراءة. وقد ركز هذا الفيلم الوثائقي فقط على صعوبات القراءة التي يواجهها المصابون بعسر القراءة، في حين أنه قيل إن عسر القراءة يشتمل على أعراض تتجاوز مرحلة صعوبات القراءة.
ويتناول جوليان إليوت، وهو اختصاصي علم النفس التربوي في جامعة دورهام في المملكة المتحدة، توصيف عسر القراءة كمرض طبي، ويرى أنه يجب أن يتم علاجه بكل بساطة على أنه صعوبة في القراءة. ووفقًا لإليوت، «لا يرغب الآباء في أن يتم اعتبار أطفالهم كسالى أو مرضى أو أغبياء. أما إذا أطلق على هؤلاء الأطفال هذا المصطلح الطبي، مصاب بعسر القراءة، فإن ذلك بمثابة الإشارة للجميع بأنه لا يتعلق بالذكاء.» ويعتقد إليوت أن الأطفال من كل مستويات الذكاء يمكن أن يتعرضوا لمعاناة أثناء تعلم القراءة، وأنه يمكن مساعدة كل الأطفال من خلال إستراتيجيات التعليم التي تتناسب مع احتياجاتهم. وهو يشعر بأنه يتم إهدار الموارد على التشخيص والاختبارات، ويفضل برامج التدخل المبكرة لكل القراءة الذين يعانون من صعوبات.
وفي الآونة الأخيرة، أشار جوليان إليوت إلى الثمانية والعشرين تعريفًا لعسر القراءة، التي تم توثيقها في فهارس تقرير مركز الأبحاث القومية والتنمية لمحو أمية الكبار والحساب حول عسر القراءة الإنمائي لدى الكبار: مراجعة بحثية تم عملها من خلال مايكل رايس مع جريج بروكس في مايو عام 2004.
وقد اقترح جون إيفيرات من جامعة سراي في عام 2007، ما يلي::-
- يمكن تمييز الطلبة المصابين بعسر القراءة عن الأطفال الآخرين الذين لا ينجزون كثيرًا فيما يتعلق بالقراءة من خلال الاختبارات التي ترمي إلى تقييم نقاط القوة ونقاط الضعف لديهم
- غالبًا ما يميل الأطفال المصابون بعسر القراءة إلى تحقيق نتائج أفضل بكثير من الأطفال الآخرين، بما في ذلك الأطفال غير المعاقين، في الاختبارات المتعلقة بالإبداع والذاكرة المكانية والمنطق المكاني
- كما أن الأطفال المصابين بعسر القراءة كذلك يكون أداؤهم أفضل من الأطفال الآخرين المصابين بإعاقات تتعلق بالقراءة في اختبارات فهم الكلمات والاستماع.
- يمكن مساعدة الأطفال المصابين بعسر القراءة بشكل أفضل من خلال التدخل التعليمي، الذي يشتمل على إستراتيجيات ترمي إلى قياس نقاط القوة الفريدة لديهم، بالإضافة إلى معالجة المهارات

وبالتالي، فإنه يوصى بإجراء المزيد من التقييمات الشاملة وعمليات التدخل المستهدفة.